# Rhagodeya nigra
Rhagodeya nigra es una especie de arácnido del orden Solifugae de la familia Rhagodidae.

## Distribución geográfica
Se encuentra en Libia.